# Arilje
Arilje (in serbo Ариље?) è una città e una municipalità del distretto di Zlatibor nella parte centro-occidentale della Serbia centrale. I campi nei dintorni della città sono famosi per la grande produzione di lamponi che vi avviene. Gemellata con Solopaca (Italia) dal 13 settembre 2014.

## Monumenti e luoghi d'interesse
- Chiesa di Sant'Achilleo, chiesa del tardo XIII secolo con un importante ciclo di affreschi.

## Villaggi della municipalità
- Brekovo - 671 abitanti (censimento 2002)